# Layton Art Gallery
A Layton Art Gallery é um museu de arte extinto em Milwaukee, Wisconsin. Construído por iniciativa do empresário britânico-americano Frederick Layton, a galeria foi inaugurada em 1888 como a primeira instituição de arte pública da cidade. Seu prédio térreo, projetado em estilo neoclássico grego pelo arquiteto escocês George Ashdown Audsley, ficava na esquina das ruas Mason e Jefferson, no centro de Milwaukee. A maior parte das obras da galeria consistia na coleção pessoal de pinturas e esculturas europeias e americanas de Layton, reunida durante os cinco anos anteriores à inauguração da instituição, bem como em compras subsequentes por meio de um fundo patrimonial.